# Liste der Regierungssysteme nach Staat
Diese Liste der Regierungssysteme nach Staat benennt die Staatsformen und Regierungssysteme der 193 Mitgliedstaaten der Vereinten Nationen, der Vatikanstadt und 12 De-facto-Staaten.
In der Liste wird grundsätzlich das formale, durch die Verfassung vorgegebene Regierungssystem angegeben. Es ist zu beachten, dass die tatsächliche Regierungsform in vielen Staaten erheblich von der formalen Form abweichen kann.
| Land, offizieller Staatsname       | Staatsform                                              | Regierungssystem                                              | Hauptartikel                                          |
| ---------------------------------- | ------------------------------------------------------- | ------------------------------------------------------------- | ----------------------------------------------------- |
| Abchasien                          | Republik                                                | Präsidentielles Regierungssystem                              | Politisches System Abchasiens                         |
| Afghanistan                        | Islamische Republik                                     | Präsidentielles Regierungssystem                              | Politisches System Afghanistans                       |
| Ägypten                            | Republik                                                | Semipräsidentielles Regierungssystem                          | Politisches System Ägyptens                           |
| Albanien                           | Republik                                                | Parlamentarisches Regierungssystem                            | Politisches System Albaniens                          |
| Algerien                           | Republik                                                | Semipräsidentielles Regierungssystem                          | Politisches System Algeriens                          |
| Andorra                            | Monarchie (Fürstentum)                                  | Konstitutionelle Monarchie                                    | Politisches System Andorras                           |
| Angola                             | Republik                                                | Präsidentielles Regierungssystem                              | Politisches System Angolas                            |
| Antigua und Barbuda                | Monarchie (Commonwealth Realm)                          | Parlamentarisches Regierungssystem                            | Politisches System von Antigua und Barbuda            |
| Äquatorialguinea                   | Republik                                                | Semipräsidentielles Regierungssystem                          | Politisches System Äquatorialguineas                  |
| Argentinien                        | Föderale Republik                                       | Präsidentielles Regierungssystem                              | Politisches System Argentiniens                       |
| Armenien                           | Republik                                                | Parlamentarisches Regierungssystem                            | Politisches System Armeniens                          |
| Republik Arzach                    | Republik                                                | Semipräsidentielles Regierungssystem                          | Politisches System Arzachs                            |
| Aserbaidschan                      | Republik                                                | Präsidentielles Regierungssystem                              | Politisches System Aserbaidschans                     |
| Äthiopien                          | Föderale Republik                                       | Parlamentarisches Regierungssystem                            | Politisches System Äthiopiens                         |
| Australien                         | Föderale Monarchie (Commonwealth Realm)                 | Parlamentarisches Regierungssystem                            | Politisches System Australiens                        |
| Bahamas                            | Monarchie (Commonwealth Realm)                          | Parlamentarisches Regierungssystem                            | Politisches System der Bahamas                        |
| Bahrain                            | Monarchie (Königreich)                                  | Konstitutionelle Monarchie                                    | Politisches System Bahrains                           |
| Bangladesch                        | Republik                                                | Parlamentarisches Regierungssystem                            | Politisches System von Bangladesch                    |
| Barbados                           | Republik                                                | Parlamentarisches Regierungssystem                            | Politisches System von Barbados                       |
| Belarus                            | Republik                                                | Präsidentielles Regierungssystem                              | Politisches System von Belarus                        |
| Belgien                            | Föderale Monarchie (Königreich)                         | Parlamentarisches Regierungssystem                            | Politisches System Belgiens                           |
| Belize                             | Monarchie (Commonwealth Realm)                          | Parlamentarisches Regierungssystem                            | Politisches System von Belize                         |
| Benin                              | Republik                                                | Präsidentielles Regierungssystem                              | Politisches System Benins                             |
| Bhutan                             | Monarchie (Königreich)                                  | Konstitutionelle Monarchie                                    | Politisches System Bhutans                            |
| Bolivien                           | Republik                                                | Präsidentielles Regierungssystem                              | Politisches System Boliviens                          |
| Bosnien und Herzegowina            | Föderale Republik                                       | Parlamentarisches Regierungssystem                            | Politisches System von Bosnien und Herzegowina        |
| Botswana                           | Republik                                                | Parlamentsgebundene Exekutivgewalt                            | Politisches System Botswanas                          |
| Brasilien                          | Föderale Republik                                       | Präsidentielles Regierungssystem                              | Politisches System Brasiliens                         |
| Brunei                             | Monarchie (Sultanat)                                    | Absolute Monarchie                                            | Politisches System Bruneis                            |
| Bulgarien                          | Republik                                                | Parlamentarisches Regierungssystem                            | Politisches System Bulgariens                         |
| Burkina Faso                       | Republik                                                | Semipräsidentielles Regierungssystem                          | Politisches System Burkina Fasos                      |
| Burundi                            | Republik                                                | Präsidentielles Regierungssystem                              | Politisches System Burundis                           |
| Chile                              | Republik                                                | Präsidentielles Regierungssystem                              | Politisches System Chiles                             |
| Taiwan                             | Republik                                                | Semipräsidentielles Regierungssystem                          | Politisches System der Republik China                 |
| Volksrepublik China                | Republik                                                | Einparteiensystem                                             | Politisches System der Volksrepublik China            |
| Cookinseln                         | Autonomer Staat in „freier Assoziierung mit Neuseeland“ | Parlamentarisches Regierungssystem                            | Politisches System der Cookinseln                     |
| Costa Rica                         | Republik                                                | Präsidentielles Regierungssystem                              | Politisches System Costa Ricas                        |
| Dänemark                           | Monarchie (Königreich)                                  | Parlamentarisches Regierungssystem                            | Politisches System Dänemarks                          |
| Deutschland                        | Föderale Republik                                       | Parlamentarisches Regierungssystem                            | Politisches System Deutschlands                       |
| Dominica                           | Monarchie (Commonwealth Realm)                          | Parlamentarisches Regierungssystem                            | Politisches System Dominicas                          |
| Dominikanische Republik            | Republik                                                | Präsidentielles Regierungssystem                              | Politisches System der Dominikanischen Republik       |
| Dschibuti                          | Republik                                                | Präsidentielles Regierungssystem                              | Politisches System Dschibutis                         |
| Ecuador                            | Republik                                                | Präsidentielles Regierungssystem                              | Politisches System Ecuadors                           |
| El Salvador                        | Republik                                                | Präsidentielles Regierungssystem                              | Politisches System El Salvadors                       |
| Elfenbeinküste                     | Republik                                                | Präsidentielles Regierungssystem                              | Politisches System der Elfenbeinküste                 |
| Eritrea                            | Republik                                                | Einparteiensystem                                             | Politisches System Eritreas                           |
| Estland                            | Republik                                                | Parlamentarisches Regierungssystem                            | Politisches System Estlands                           |
| Eswatini                           | Monarchie (Königreich)                                  | Absolute Monarchie                                            | Politisches System Eswatinis                          |
| Fidschi                            | Republik                                                | Parlamentarisches Regierungssystem                            | Politisches System der Fidschi-Inseln                 |
| Finnland                           | Republik                                                | Parlamentarisches Regierungssystem                            | Politisches System Finnlands                          |
| Frankreich                         | Republik                                                | Semipräsidentielles Regierungssystem                          | Politisches System Frankreichs                        |
| Gabun                              | Republik                                                | Präsidentielles Regierungssystem                              | Politisches System Gabuns                             |
| Gambia                             | Republik                                                | Präsidentielles Regierungssystem                              | Politisches System Gambias                            |
| Georgien                           | Republik                                                | Semipräsidentielles Regierungssystem                          | Politisches System Georgiens                          |
| Ghana                              | Republik                                                | Präsidentielles Regierungssystem                              | Politisches System Ghanas                             |
| Grenada                            | Monarchie (Commonwealth Realm)                          | Parlamentarisches Regierungssystem                            | Politisches System Grenadas                           |
| Griechenland                       | Republik                                                | Parlamentarisches Regierungssystem                            | Politisches System Griechenlands                      |
| Guatemala                          | Republik                                                | Präsidentielles Regierungssystem                              | Politisches System Guatemala                          |
| Guinea                             | Republik                                                | Präsidentielles Regierungssystem                              | Politisches System Guineas                            |
| Guinea-Bissau                      | Republik                                                | Semipräsidentielles Regierungssystem                          | Politisches System Guinea-Bissaus                     |
| Guyana                             | Republik                                                | Semipräsidentielles Regierungssystem                          | Politisches System Guyana                             |
| Haiti                              | Republik                                                | Semipräsidentielles Regierungssystem                          | Politisches System Haitis                             |
| Honduras                           | Republik                                                | Präsidentielles Regierungssystem                              | Politisches System von Honduras                       |
| Indien                             | Föderale Republik                                       | Parlamentarisches Regierungssystem                            | Politisches System Indiens                            |
| Indonesien                         | Republik                                                | Präsidentielles Regierungssystem                              | Politisches System Indonesiens                        |
| Irak                               | Föderale Republik                                       | Parlamentarisches Regierungssystem                            | Politisches System des Irak                           |
| Iran                               | Islamische Republik                                     | Präsidentielles Regierungssystem mit theokratischen Elementen | Politisches System des Iran                           |
| Irland                             | Republik                                                | Parlamentarisches Regierungssystem                            | Politisches System Irlands                            |
| Island                             | Republik                                                | Parlamentarisches Regierungssystem                            | Politisches System Islands                            |
| Israel                             | Republik                                                | Parlamentarisches Regierungssystem                            | Politisches System Israels                            |
| Italien                            | Republik                                                | Parlamentarisches Regierungssystem                            | Politisches System Italiens                           |
| Jamaika                            | Monarchie (Commonwealth Realm)                          | Parlamentarisches Regierungssystem                            | Politisches System Jamaikas                           |
| Japan                              | Monarchie (Kaiserreich)                                 | Parlamentarisches Regierungssystem                            | Politisches System Japans                             |
| Jemen                              | Republik                                                | Semipräsidentielles Regierungssystem                          | Politisches System des Jemen                          |
| Jordanien                          | Monarchie (Königreich)                                  | Konstitutionelle Monarchie                                    | Politisches System Jordaniens                         |
| Kambodscha                         | Monarchie (Königreich)                                  | Parlamentarisches Regierungssystem                            | Politisches System Kambodschas                        |
| Kamerun                            | Republik                                                | Präsidentielles Regierungssystem                              | Politisches System Kameruns                           |
| Kanada                             | Föderale Monarchie (Commonwealth Realm)                 | Parlamentarisches Regierungssystem                            | Politisches System Kanadas                            |
| Kap Verde                          | Republik                                                | Semipräsidentielles Regierungssystem                          | Politisches System Kap Verdes                         |
| Kasachstan                         | Republik                                                | Semipräsidentielles Regierungssystem                          | Politisches System Kasachstans                        |
| Katar                              | Monarchie (Emirat)                                      | Absolute Monarchie                                            | Politisches System Katars                             |
| Kenia                              | Republik                                                | Semipräsidentielles Regierungssystem                          | Politisches System Kenias                             |
| Kirgisistan                        | Republik                                                | Parlamentarisches Regierungssystem                            | Politisches System Kirgisistans                       |
| Kiribati                           | Republik                                                | Parlamentsgebundene Exekutivgewalt                            | Politisches System Kiribatis                          |
| Kolumbien                          | Republik                                                | Präsidentielles Regierungssystem                              | Politisches System Kolumbiens                         |
| Komoren                            | Föderale Republik                                       | Präsidentielles Regierungssystem                              | Politisches System der Komoren                        |
| Demokratische Republik Kongo       | Republik                                                | Semipräsidentielles Regierungssystem                          | Politisches System der Demokratischen Republik Kongo  |
| Republik Kongo                     | Republik                                                | Präsidentielles Regierungssystem                              | Politisches System der Republik Kongo                 |
| Nordkorea                          | Republik                                                | Einparteiensystem                                             | Politisches System Nordkoreas                         |
| Südkorea                           | Republik                                                | Präsidentielles Regierungssystem                              | Politisches System Südkoreas                          |
| Kosovo                             | Republik                                                | Parlamentarisches Regierungssystem                            | Politisches System des Kosovo                         |
| Kroatien                           | Republik                                                | Parlamentarisches Regierungssystem                            | Politisches System Kroatiens                          |
| Kuba                               | Republik                                                | Einparteiensystem                                             | Politisches System Kubas                              |
| Kuwait                             | Monarchie (Emirat)                                      | Konstitutionelle Monarchie                                    | Politisches System Kuwaits                            |
| Laos                               | Republik                                                | Einparteiensystem                                             | Politisches System von Laos                           |
| Lesotho                            | Monarchie (Königreich)                                  | Parlamentarisches Regierungssystem                            | Politisches System Lesothos                           |
| Lettland                           | Republik                                                | Parlamentarisches Regierungssystem                            | Politisches System Lettlands                          |
| Libanon                            | Republik                                                | Parlamentarisches Regierungssystem                            | Politisches System des Libanon                        |
| Liberia                            | Republik                                                | Präsidentielles Regierungssystem                              | Politisches System Liberias                           |
| Libyen                             | Republik                                                | Übergangsregierung                                            | Politisches System Libyens                            |
| Liechtenstein                      | Monarchie (Fürstentum)                                  | Konstitutionelle Monarchie                                    | Politisches System Liechtensteins                     |
| Litauen                            | Republik                                                | Semipräsidentielles Regierungssystem                          | Politisches System Litauens                           |
| Luxemburg                          | Monarchie (Großherzogtum)                               | Parlamentarisches Regierungssystem                            | Politisches System Luxemburgs                         |
| Madagaskar                         | Republik                                                | Übergangsregierung                                            | Politisches System Madagaskars                        |
| Malawi                             | Republik                                                | Präsidentielles Regierungssystem                              | Politisches System Malawis                            |
| Malaysia                           | Föderale Monarchie (Wahlkönigtum)                       | Parlamentarisches Regierungssystem                            | Politisches System Malaysias                          |
| Malediven                          | Republik                                                | Präsidentielles Regierungssystem                              | Politisches System der Malediven                      |
| Mali                               | Republik                                                | Semipräsidentielles Regierungssystem                          | Politisches System Malis                              |
| Malta                              | Republik                                                | Parlamentarisches Regierungssystem                            | Politisches System Maltas                             |
| Marokko                            | Monarchie (Königreich)                                  | Konstitutionelle Monarchie                                    | Politisches System Marokkos                           |
| Marshallinseln                     | Republik                                                | Präsidentielles Regierungssystem                              | Politisches System der Marshallinseln                 |
| Mauretanien                        | Islamische Republik                                     | Präsidentielles Regierungssystem                              | Politisches System Mauretaniens                       |
| Mauritius                          | Republik                                                | Parlamentarisches Regierungssystem                            | Politisches System von Mauritius                      |
| Mexiko                             | Föderale Republik                                       | Präsidentielles Regierungssystem                              | Politisches System Mexikos                            |
| Föderierte Staaten von Mikronesien | Föderale Republik                                       | Parlamentsgebundene Exekutivgewalt                            | Politisches System von Mikronesien                    |
| Moldau                             | Republik                                                | Parlamentarisches Regierungssystem                            | Politisches System Moldaus                            |
| Monaco                             | Monarchie (Fürstentum)                                  | Konstitutionelle Monarchie                                    | Politisches System Monacos                            |
| Mongolei                           | Republik                                                | Parlamentarisches Regierungssystem                            | Politisches System der Mongolei                       |
| Montenegro                         | Republik                                                | Parlamentarisches Regierungssystem                            | Politisches System Montenegros                        |
| Mosambik                           | Republik                                                | Präsidentielles Regierungssystem                              | Politisches System Mosambiks                          |
| Myanmar                            | Republik                                                | Semipräsidentielles Regierungssystem                          | Politisches System Myanmars                           |
| Namibia                            | Republik                                                | Semipräsidentielles Regierungssystem                          | Politisches System Namibias                           |
| Nauru                              | Republik                                                | Parlamentsgebundene Exekutivgewalt                            | Politisches System Naurus                             |
| Nepal                              | Föderale Republik                                       | Parlamentarisches Regierungssystem                            | Politisches System Nepals                             |
| Neuseeland                         | Monarchie (Commonwealth Realm)                          | Parlamentarisches Regierungssystem                            | Politisches System Neuseelands                        |
| Nicaragua                          | Republik                                                | Präsidentielles Regierungssystem                              | Politisches System Nicaraguas                         |
| Niederlande                        | Monarchie (Königreich)                                  | Parlamentarisches Regierungssystem                            | Politisches System der Niederlande                    |
| Niger                              | Republik                                                | Semipräsidentielles Regierungssystem                          | Politisches System des Niger                          |
| Nigeria                            | Föderale Republik                                       | Präsidentielles Regierungssystem                              | Politisches System Nigerias                           |
| Niue                               | Autonomer Staat in „freier Assoziierung mit Neuseeland“ | Parlamentarisches Regierungssystem                            | Politisches System von Niue                           |
| Nordmazedonien                     | Republik                                                | Parlamentarisches Regierungssystem                            | Politisches System Nordmazedoniens                    |
| Norwegen                           | Monarchie (Königreich)                                  | Parlamentarisches Regierungssystem                            | Politisches System Norwegens                          |
| Oman                               | Monarchie (Sultanat)                                    | Absolute Monarchie                                            | Politisches System des Oman                           |
| Österreich                         | Föderale Republik                                       | Semipräsidentielles Regierungssystem                          | Politisches System Österreichs                        |
| Osttimor                           | Republik                                                | Semipräsidentielles Regierungssystem                          | Politisches System Osttimors                          |
| Pakistan                           | Föderale islamische Republik                            | Parlamentarisches Regierungssystem                            | Politisches System Pakistans                          |
| Palästina                          | Teilautonome Republik                                   | Semipräsidentielles Regierungssystem                          | Politisches System des Staates Palästina              |
| Palau                              | Republik                                                | Präsidentielles Regierungssystem                              | Politisches System Palaus                             |
| Panama                             | Republik                                                | Präsidentielles Regierungssystem                              | Politisches System Panamas                            |
| Papua-Neuguinea                    | Monarchie (Commonwealth Realm)                          | Parlamentarisches Regierungssystem                            | Politisches System Papua-Neuguinea                    |
| Paraguay                           | Republik                                                | Präsidentielles Regierungssystem                              | Politisches System Paraguays                          |
| Peru                               | Republik                                                | Semipräsidentielles Regierungssystem                          | Politisches System Perus                              |
| Philippinen                        | Republik                                                | Präsidentielles Regierungssystem                              | Politisches System der Philippinen                    |
| Polen                              | Republik                                                | Parlamentarisches Regierungssystem                            | Politisches System Polens                             |
| Portugal                           | Republik                                                | Semipräsidentielles Regierungssystem                          | Politisches System Portugals                          |
| Ruanda                             | Republik                                                | Präsidentielles Regierungssystem                              | Politisches System Ruandas                            |
| Rumänien                           | Republik                                                | Semipräsidentielles Regierungssystem                          | Politisches System Rumäniens                          |
| Russland                           | Föderale Republik                                       | Semipräsidentielles Regierungssystem                          | Politisches System Russlands                          |
| St. Kitts und Nevis                | Föderale Monarchie (Commonwealth Realm)                 | Parlamentarisches Regierungssystem                            | Politisches System von St. Kitts und Nevis            |
| St. Lucia                          | Monarchie (Commonwealth Realm)                          | Parlamentarisches Regierungssystem                            | Politisches System von St. Lucia                      |
| St. Vincent und die Grenadinen     | Monarchie (Commonwealth Realm)                          | Parlamentarisches Regierungssystem                            | Politisches System von St. Vincent und den Grenadinen |
| Salomonen                          | Monarchie (Commonwealth Realm)                          | Parlamentarisches Regierungssystem                            | Politisches System der Salomonen                      |
| Sambia                             | Republik                                                | Präsidentielles Regierungssystem                              | Politisches System Sambias                            |
| Samoa                              | Republik                                                | Parlamentarisches Regierungssystem                            | Politisches System Samoas                             |
| San Marino                         | Republik                                                | Parlamentarisches Regierungssystem                            | Politisches System San Marinos                        |
| São Tomé und Príncipe              | Republik                                                | Semipräsidentielles Regierungssystem                          | Politisches System von São Tomé und Príncipe          |
| Saudi-Arabien                      | Monarchie (Königreich)                                  | Absolute Monarchie                                            | Politisches System Saudi-Arabiens                     |
| Schweden                           | Monarchie (Königreich)                                  | Parlamentarisches Regierungssystem                            | Politisches System Schwedens                          |
| Schweiz                            | Föderale Republik                                       | Direktorialsystem                                             | Politisches System der Schweiz                        |
| Senegal                            | Republik                                                | Semipräsidentielles Regierungssystem                          | Politisches System des Senegal                        |
| Serbien                            | Republik                                                | Semipräsidentielles Regierungssystem                          | Politisches System Serbiens                           |
| Seychellen                         | Republik                                                | Präsidentielles Regierungssystem                              | Politisches System der Seychellen                     |
| Sierra Leone                       | Republik                                                | Präsidentielles Regierungssystem                              | Politisches System von Sierra Leone                   |
| Simbabwe                           | Republik                                                | Semipräsidentielles Regierungssystem                          | Politisches System Simbabwes                          |
| Singapur                           | Republik                                                | Parlamentarisches Regierungssystem                            | Politisches System Singapurs                          |
| Slowakei                           | Republik                                                | Semipräsidentielles Regierungssystem                          | Politisches System der Slowakei                       |
| Slowenien                          | Republik                                                | Parlamentarisches Regierungssystem                            | Politisches System Sloweniens                         |
| Somalia                            | Föderale Republik                                       | Parlamentarisches Regierungssystem                            | Politik Somalias                                      |
| Somaliland                         | Republik                                                | Präsidentielles Regierungssystem                              | Politik Somalilands                                   |
| Spanien                            | Monarchie (Königreich)                                  | Parlamentarisches Regierungssystem                            | Politisches System Spaniens                           |
| Sri Lanka                          | Republik                                                | Präsidentielles Regierungssystem                              | Politisches System Sri Lankas                         |
| Südafrika                          | Republik                                                | Parlamentsgebundene Exekutivgewalt                            | Politisches System Südafrikas                         |
| Sudan                              | Föderale Republik                                       | Präsidentielles Regierungssystem                              | Politisches System des Sudan                          |
| Südsudan                           | Föderale Republik                                       | Präsidentielles Regierungssystem                              | Politisches System des Südsudan                       |
| Südossetien                        | Republik                                                | Semipräsidentielles Regierungssystem                          | Politisches System Südossetiens                       |
| Suriname                           | Republik                                                | Parlamentsgebundene Exekutivgewalt                            | Politisches System Surinames                          |
| Syrien                             |                                                         | Übergangsregierung                                            | Politisches System Syriens                            |
| Tadschikistan                      | Republik                                                | Semipräsidentielles Regierungssystem                          | Politisches System Tadschikistans                     |
| Tansania                           | Republik                                                | Präsidentielles Regierungssystem                              | Politisches System Tansanias                          |
| Thailand                           | Monarchie (Königreich)                                  | Konstitutionelle Monarchie                                    | Politisches System Thailands                          |
| Togo                               | Republik                                                | Präsidentielles Regierungssystem                              | Politisches System Togos                              |
| Tonga                              | Monarchie (Königreich)                                  | Konstitutionelle Monarchie                                    | Politisches System Tongas                             |
| Transnistrien                      | Republik                                                | Präsidentielles Regierungssystem                              | Politisches System Transnistriens                     |
| Trinidad und Tobago                | Republik                                                | Parlamentarisches Regierungssystem                            | Politisches System von Trinidad und Tobago            |
| Tschad                             | Republik                                                | Präsidentielles Regierungssystem                              | Politisches System des Tschad                         |
| Tschechien                         | Republik                                                | Parlamentarisches Regierungssystem                            | Politisches System Tschechiens                        |
| Tunesien                           | Republik                                                | Semipräsidentielles Regierungssystem                          | Politisches System Tunesiens                          |
| Türkei                             | Republik                                                | Präsidentielles Regierungssystem                              | Politisches System der Türkei                         |
| Türkische Republik Nordzypern      | Republik                                                | Präsidentielles Regierungssystem                              | Politisches System Nordzyperns                        |
| Turkmenistan                       | Republik                                                | Einparteiensystem                                             | Politisches System Turkmenistans                      |
| Tuvalu                             | Monarchie (Commonwealth Realm)                          | Parlamentarisches Regierungssystem                            | Politisches System Tuvalus                            |
| Uganda                             | Republik                                                | Präsidentielles Regierungssystem                              | Politisches System Ugandas                            |
| Ukraine                            | Republik                                                | Semipräsidentielles Regierungssystem                          | Politisches System der Ukraine                        |
| Ungarn                             | Republik                                                | Parlamentarisches Regierungssystem                            | Politisches System Ungarns                            |
| Uruguay                            | Republik                                                | Präsidentielles Regierungssystem                              | Politisches System Uruguays                           |
| Usbekistan                         | Republik                                                | Präsidentielles Regierungssystem                              | Politisches System Usbekistans                        |
| Vanuatu                            | Republik                                                | Parlamentarisches Regierungssystem                            | Politisches System Vanuatus                           |
| Vatikanstadt                       | Wahlmonarchie                                           | Absolute Monarchie                                            | Politisches System des Vatikans                       |
| Venezuela                          | Föderale Republik                                       | Präsidentielles Regierungssystem                              | Politisches System Venezuelas                         |
| Vereinigte Arabische Emirate       | Wahlmonarchie (Föderation autonomer Emirate)            | Konstitutionelle Monarchie                                    | Politisches System der Vereinigten Arabischen Emirate |
| Vereinigte Staaten                 | Föderale Republik                                       | Präsidentielles Regierungssystem                              | Politisches System der Vereinigten Staaten            |
| Vereinigtes Königreich             | Monarchie (Königreich)                                  | Parlamentarisches Regierungssystem                            | Politisches System des Vereinigten Königreichs        |
| Vietnam                            | Republik                                                | Einparteiensystem                                             | Politisches System Vietnams                           |
| Westsahara                         | Republik                                                | Präsidentielles Regierungssystem (Regierung im Exil)          | Politisches System der Westsahara                     |
| Zentralafrikanische Republik       | Republik                                                | Präsidentielles Regierungssystem                              | Politisches System der Zentralafrikanischen Republik  |
| Zypern                             | Republik                                                | Präsidentielles Regierungssystem                              | Politisches System Zyperns                            |